# 켄 그리피 1세
조지 케니스 "켄" 그리피 시니어 (George Kenneth "Ken" Griffey Sr., 1950년 4월 10일 ~ )는 전 메이저 리그 베이스볼 신시네티 레즈, 뉴욕 양키스, 시애틀 매리너스 선수이다.
켄 그리피 시니어의 아들은 3명이 있지만 아들 중 켄 그리피 주니어라는 선수가 있다. 켄 그리피 시니어가 시애틀 매리너스에 있을 때 자신의 아들도 시애틀 매리너스의 소속이었다. 경기에서 2번 타자 켄 그리피 시니어가 홈런을 치고 3번 타자 켄 그리피 주니어도 홈런을 쳐 백투백 홈런을 기록하였다.